# 板柳駅
板柳駅（いたやなぎえき）は、青森県北津軽郡板柳町大字福野田字実田（みのるた）にある、東日本旅客鉄道（JR東日本）五能線の駅である。

## 歴史
- 1918年（大正7年）9月25日：陸奥鉄道の駅として開業[2][3]。
- 1927年（昭和2年）6月1日：国有化し、五所川原線（のち五能線）の駅となる。
- 1934年（昭和9年）1月：現駅舎を新築[5]。
- 1984年（昭和59年）2月1日：貨物の扱いを廃止[3]。
- 1985年（昭和60年）3月14日：荷物の扱いを廃止[3]。
- 1987年（昭和62年）4月1日：国鉄分割民営化により、JR東日本の駅となる[3]。
- 時期不詳[いつ?]：駅舎内にあったKIOSKおよび立ち食いそば屋が撤退。
- 2003年（平成15年）4月1日：業務委託化。板柳駅長が廃止され、五所川原駅長管理下となる。
- 2019年（平成31年・令和元年）
  - 3月31日：みどりの窓口の営業を終了[6]。
  - 8月1日：終日無人化[4]。
- 2024年（令和6年）10月1日：えきねっとQチケのサービスを開始[1][7]。

## 駅構造
島式ホーム1面2線を有する地上駅である。駅舎とホームは跨線橋で連絡している。
弘前統括センター（五所川原駅）管理の無人駅である。木造駅舎を有する。

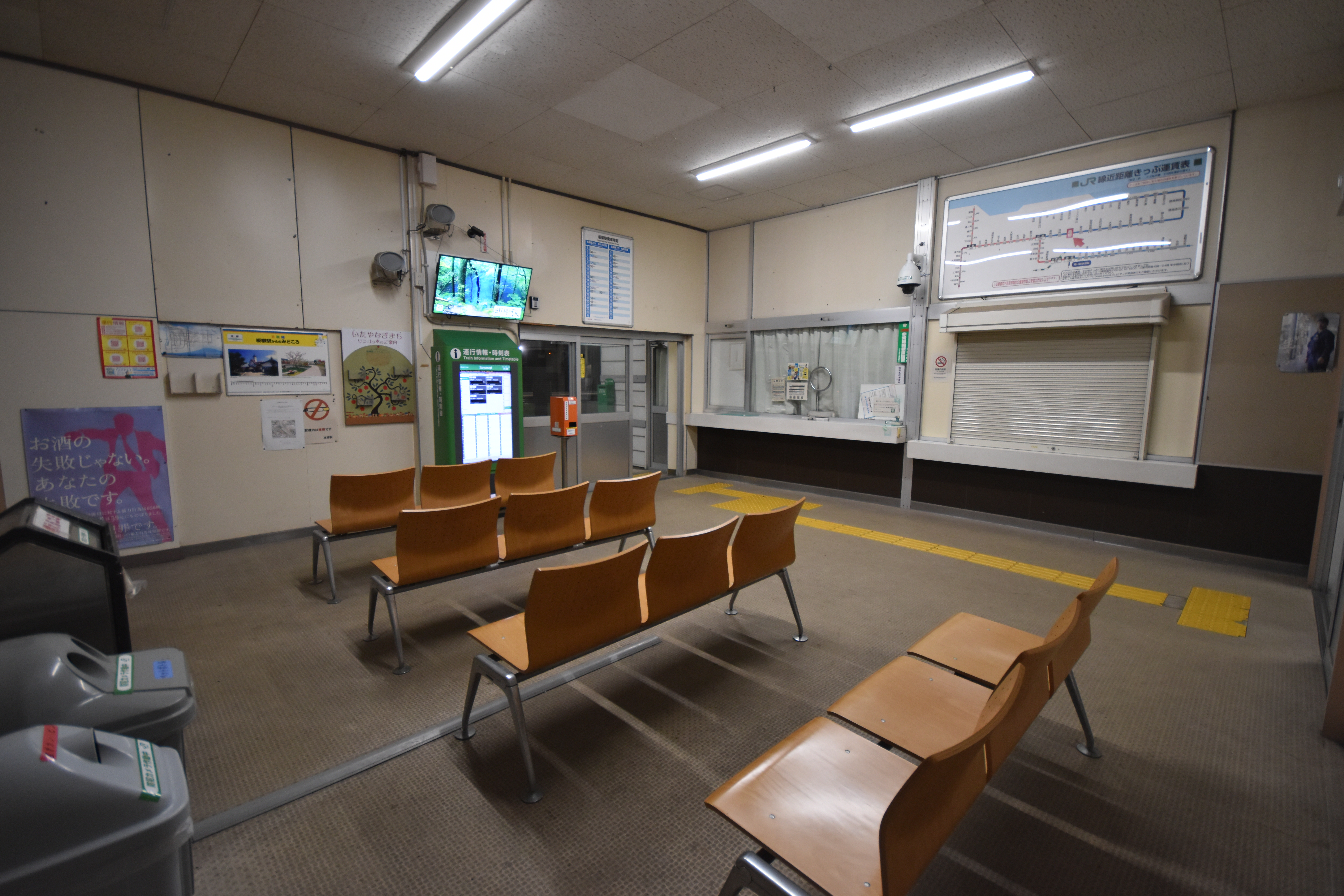
待合室
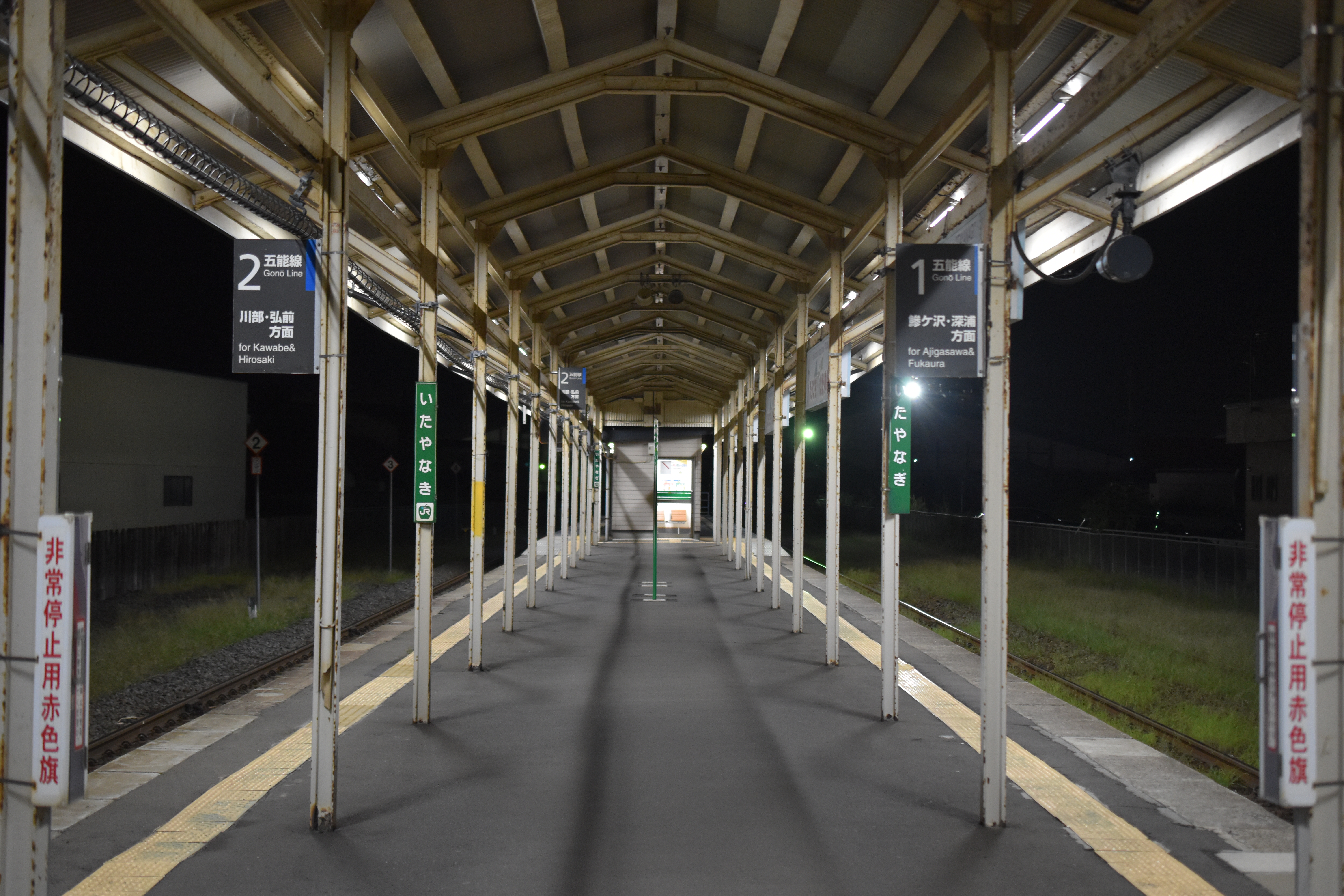
プラットホーム

### のりば
| 番線 | 路線    | 方向 | 行先             |
| ---- | ------- | ---- | ---------------- |
| 1    | ■五能線 | 上り | 鰺ケ沢・深浦方面 |
| 2    | ■五能線 | 下り | 川部・弘前方面   |

## 利用状況
JR東日本によると、2000年度（平成12年度）- 2018年度（平成30年度）の1日平均乗車人員の推移は以下のとおりであった。
| 1日平均乗車人員推移 | 1日平均乗車人員推移 | 1日平均乗車人員推移 | 1日平均乗車人員推移 | 1日平均乗車人員推移 |
| 年度                | 定期外              | 定期                | 合計                | 出典                |
| ------------------- | ------------------- | ------------------- | ------------------- | ------------------- |
| 2000年（平成12年）  |                     |                     | 628                 | [ 利用客数 1 ]      |
| 2001年（平成13年）  |                     |                     | 570                 | [ 利用客数 2 ]      |
| 2002年（平成14年）  |                     |                     | 532                 | [ 利用客数 3 ]      |
| 2003年（平成15年）  |                     |                     | 483                 | [ 利用客数 4 ]      |
| 2004年（平成16年）  |                     |                     | 465                 | [ 利用客数 5 ]      |
| 2005年（平成17年）  |                     |                     | 430                 | [ 利用客数 6 ]      |
| 2006年（平成18年）  |                     |                     | 433                 | [ 利用客数 7 ]      |
| 2007年（平成19年）  |                     |                     | 414                 | [ 利用客数 8 ]      |
| 2008年（平成20年）  |                     |                     | 409                 | [ 利用客数 9 ]      |
| 2009年（平成21年）  |                     |                     | 415                 | [ 利用客数 10 ]     |
| 2010年（平成22年）  |                     |                     | 412                 | [ 利用客数 11 ]     |
| 2011年（平成23年）  |                     |                     | 389                 | [ 利用客数 12 ]     |
| 2012年（平成24年）  | 81                  | 304                 | 386                 | [ 利用客数 13 ]     |
| 2013年（平成25年）  | 81                  | 330                 | 412                 | [ 利用客数 14 ]     |
| 2014年（平成26年）  | 79                  | 300                 | 379                 | [ 利用客数 15 ]     |
| 2015年（平成27年）  | 74                  | 293                 | 368                 | [ 利用客数 16 ]     |
| 2016年（平成28年）  | 71                  | 280                 | 351                 | [ 利用客数 17 ]     |
| 2017年（平成29年）  | 66                  | 264                 | 330                 | [ 利用客数 18 ]     |
| 2018年（平成30年）  | 62                  | 261                 | 324                 | [ 利用客数 19 ]     |

## 駅周辺
駅は板柳町の中心部に位置する。
- 板柳町役場
- 板柳温泉
- 板柳郵便局
- 青森県道276号大俵板柳停車場線
- 板柳町公民館
- 板柳町図書館
- 青森県立板柳高等学校（2023年〈令和5年〉3月31日閉校）
- 青森県警弘前警察署板柳交番（2024年〈令和6年〉2月5日に旧板柳高校正門の隣へ移転[9]）
- 国道339号（バイパス道路・現道はやや離れている）

## 隣の駅
東日本旅客鉄道（JR東日本）
■五能線
- 臨時快速「リゾートしらかみ」停車駅

□快速（上りのみ）・■普通
鶴泊駅 - *掛落林駅 - 板柳駅 - 林崎駅
*打消線は廃駅

### 記事本文
1. 1 2 3 4  「駅の情報（板柳駅）：JR東日本」東日本旅客鉄道。2024年8月29日時点のオリジナルよりアーカイブ。2024年9月5日閲覧。
2. 1 2 3 4 5 6 7  『週刊 JR全駅・全車両基地』 31号 青森駅・弘前駅・深浦駅ほか、朝日新聞出版〈週刊朝日百科〉、2013年3月17日、27頁。
3. 1 2 3 4 5  石野哲（編）『停車場変遷大事典 国鉄・JR編 Ⅱ』（初版）JTB、1998年10月1日、553頁。ISBN 978-4-533-02980-6。
4. 1 2 3  「広報いたやなぎ2019年7月号 > -JR東日本秋田支社からのお知らせ- JR板柳駅をご利用のみなさまへ (PDF)」板柳町役場、9頁。2021年3月22日閲覧。
5. ↑  「津軽の街と風景 板柳の歴史語る建物＝11」『陸奥新報』陸奥新報社、2014年9月22日。
6. ↑  「駅の情報（板柳駅）：JR東日本」東日本旅客鉄道。2019年3月18日時点のオリジナルよりアーカイブ。2019年3月18日閲覧。
7. ↑  「Suicaエリア外もチケットレスで! 東北エリアから「えきねっとQチケ」がはじまります (PDF)」（プレスリリース）、東日本旅客鉄道、2024年7月11日。2024年8月13日閲覧。
8. 1 2  「JR東日本：駅構内図・バリアフリー情報（板柳駅）」東日本旅客鉄道。2024年8月16日閲覧。
9. ↑  「弘前署板柳交番の新庁舎が落成」『陸奥新報』2024年3月8日。2024年7月27日閲覧。

### 利用状況
1. ↑  「JR東日本：各駅の乗車人員（2000年度）」東日本旅客鉄道。2025年7月3日閲覧。
2. ↑  「JR東日本：各駅の乗車人員（2001年度）」東日本旅客鉄道。2025年7月3日閲覧。
3. ↑  「JR東日本：各駅の乗車人員（2002年度）」東日本旅客鉄道。2025年7月3日閲覧。
4. ↑  「JR東日本：各駅の乗車人員（2003年度）」東日本旅客鉄道。2025年7月3日閲覧。
5. ↑  「JR東日本：各駅の乗車人員（2004年度）」東日本旅客鉄道。2025年7月3日閲覧。
6. ↑  「JR東日本：各駅の乗車人員（2005年度）」東日本旅客鉄道。2025年7月3日閲覧。
7. ↑  「JR東日本：各駅の乗車人員（2006年度）」東日本旅客鉄道。2025年7月3日閲覧。
8. ↑  「JR東日本：各駅の乗車人員（2007年度）」東日本旅客鉄道。2025年7月3日閲覧。
9. ↑  「JR東日本：各駅の乗車人員（2008年度）」東日本旅客鉄道。2025年7月3日閲覧。
10. ↑  「JR東日本：各駅の乗車人員（2009年度）」東日本旅客鉄道。2025年7月3日閲覧。
11. ↑  「JR東日本：各駅の乗車人員（2010年度）」東日本旅客鉄道。2025年7月3日閲覧。
12. ↑  「JR東日本：各駅の乗車人員（2011年度）」東日本旅客鉄道。2025年7月3日閲覧。
13. ↑  「JR東日本：各駅の乗車人員（2012年度）」東日本旅客鉄道。2025年7月3日閲覧。
14. ↑  「各駅の乗車人員 2013年度 ベスト100以外（7）：JR東日本」東日本旅客鉄道。2025年7月3日閲覧。
15. ↑  「各駅の乗車人員 2014年度 ベスト100以外（7）：JR東日本」東日本旅客鉄道。2025年7月3日閲覧。
16. ↑  「各駅の乗車人員 2015年度 ベスト100以外（7）：JR東日本」東日本旅客鉄道。2025年7月3日閲覧。
17. ↑  「各駅の乗車人員 2016年度 ベスト100以外（7）：JR東日本」東日本旅客鉄道。2025年7月3日閲覧。
18. ↑  「各駅の乗車人員 2017年度 ベスト100以外（7）：JR東日本」東日本旅客鉄道。2025年7月3日閲覧。
19. ↑  「各駅の乗車人員 2018年度 ベスト100以外（7）：JR東日本」東日本旅客鉄道。2025年7月3日閲覧。